# Rugby à XV en Bulgarie
Cet article traite du rugby à XV en Bulgarie.

## Histoire
Le premier match international de la Bulgarie date de 1976 contre la Tchécoslovaquie.
Bien que mieux loti que d'autres pays, le rugby bulgare n'a cependant pas une bonne réputation, en partie due à l'arrestation en 2012 de son ancien président pour trafic d'être humains.

## Organisation
La Fédération bulgare de rugby à XV est créée en 1962.

## Équipe nationale
L'équipe de Bulgarie de rugby à XV représente le pays lors des rencontres internationales.

## Compétitions nationales
Le championnat de Bulgarie de rugby à XV regroupe les meilleurs clubs du pays.